# Metropolitana di Buenos Aires
La metropolitana di Buenos Aires (nota localmente come el subte, abbreviazione colloquiale del vocabolo spagnolo "subterráneo") è una rete di trasporto pubblico che serve la capitale argentina. È composta da sei linee, identificate con lettere e colori diversi, per una lunghezza totale di 56,7 km. La prima linea, la linea A, fu inaugurata nel 1913, la linea B nel 1930, la linea C nel 1934, la linea D nel 1937, la linea E nel 1944 e la linea H nel 2007. In totale conta 90 stazioni.
Buenos Aires dispone anche di una linea metropolitana leggera, detta Premetro e identificata come linea P, inaugurata del 1986. Se si considera anche questa linea, il sistema della metropolitana di Buenos Aires è lungo 70,7 km e conta 106 stazioni.
La prima stazione fu inaugurata nel 1913: si tratta perciò della più antica rete metropolitana dell'America Latina, dell'emisfero meridionale e del mondo ispanico. Iniziò a crescere rapidamente nei primi anni del XX secolo, anche se dopo la seconda guerra mondiale ci fu un periodo di stagnazione nei lavori di estensione della rete. La rete è attualmente gestita da Metrovías, una società privata.

## Rete
La rete attualmente si compone di sei linee, più la linea P (premetro):
| Linea  | Percorso                                         | Inaugurazione | Ultima estensione | Lunghezza | Stazioni | Tempo di percorrenza |
| ------ | ------------------------------------------------ | ------------- | ----------------- | --------- | -------- | -------------------- |
|        | Plaza de Mayo - San Pedrito                      | 1913          | 2013              | 9,8 km    | 18       | 26 min               |
|        | Leandro N. Alem - Juan Manuel de Rosas           | 1930          | 2013              | 11,9 km   | 17       | 27 min               |
|        | Retiro - Constitución                            | 1934          | 1936              | 4,5 km    | 9        | 13 min               |
|        | Catedral - Congreso de Tucumán                   | 1937          | 2000              | 10,4 km   | 16       | 26 min               |
|        | Retiro - Plaza de los Virreyes                   | 1944          | 2019              | 12,0 km   | 18       | 32 min               |
|        | Facultad de Derecho - Hospitales                 | 2007          | 2018              | 8,8 km    | 12       | 22 min               |
|        | Intendente Saguier - Centro Cívico/General Savio | 1986          | ---               | 7,4 km    | 16       | 25/27 min            |
| Totale | Totale                                           | Totale        | Totale            | 64,8 km   | 106      |                      |

## Storia

### Gli inizi

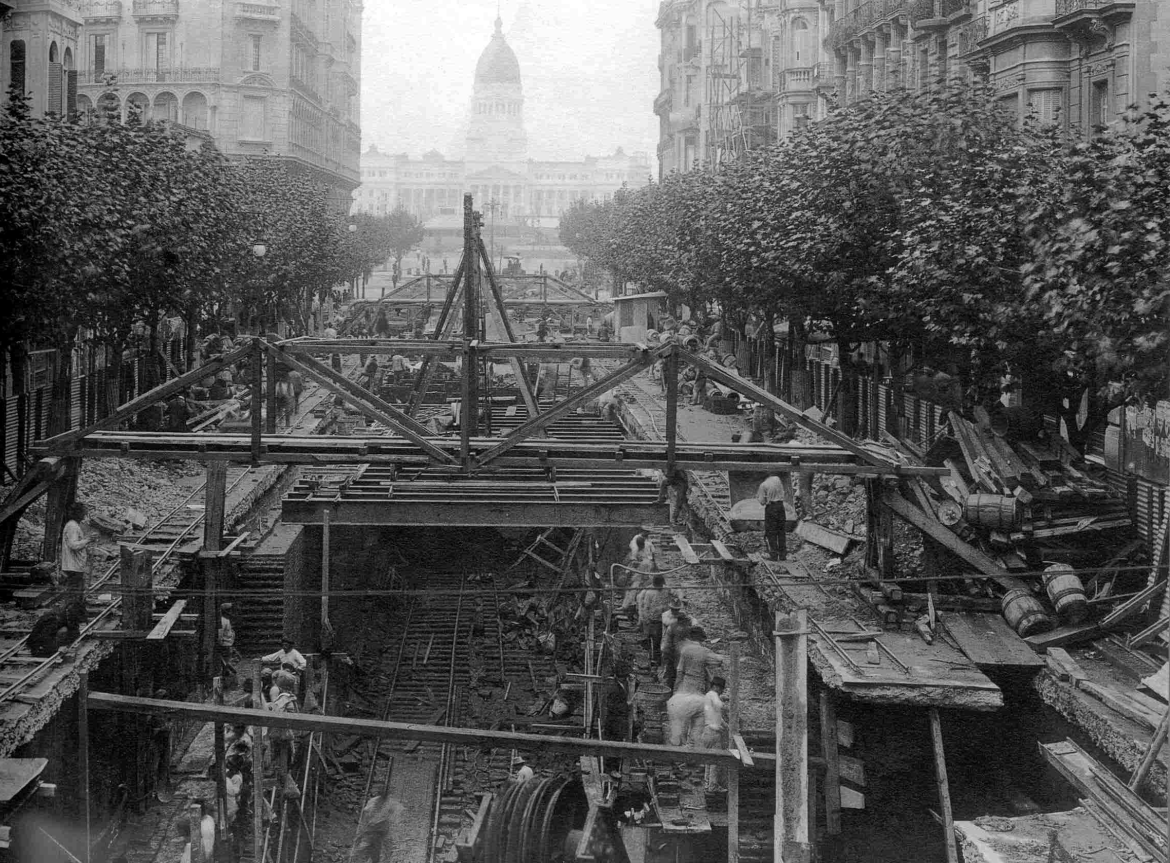
I lavori di costruzione della linea A lungo la Avenida de Mayo nel 1912.

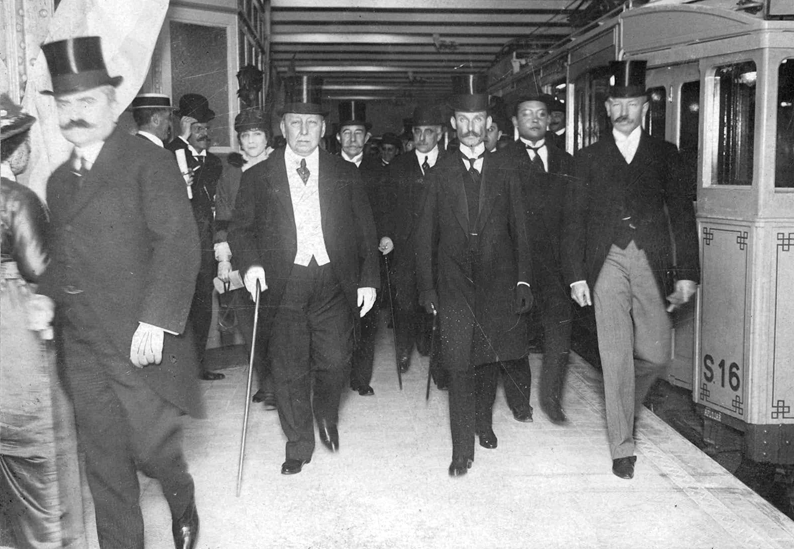
Il vicepresidente Victorino de la Plaza inaugura la Linea A della metropolitana di Buenos Aires nel 1913.

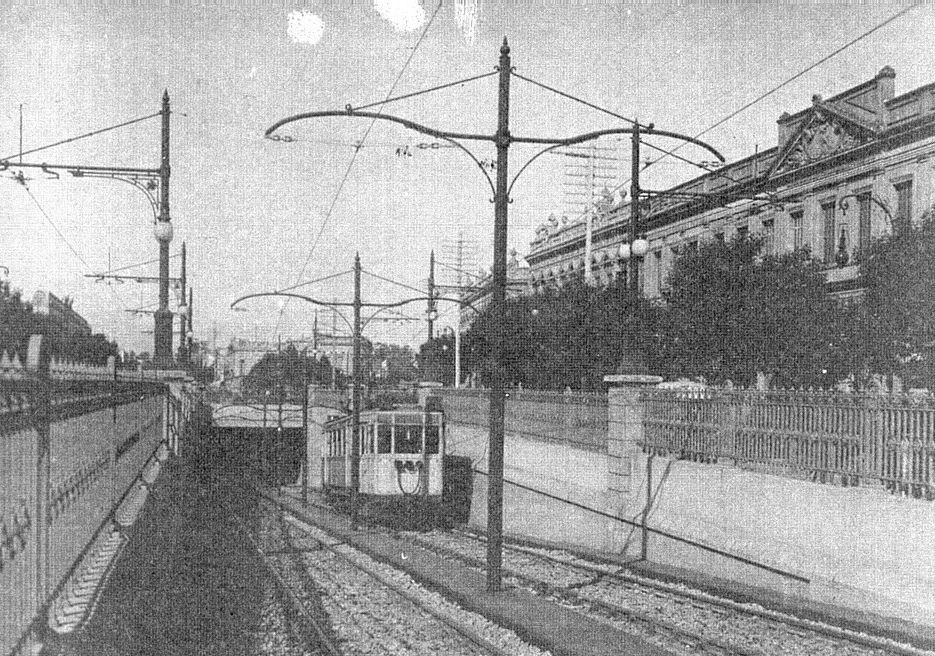
Vettura della linea A uscendo dalla stazione di Primera Junta quando la linea correva ancora parzialmente in superficie.

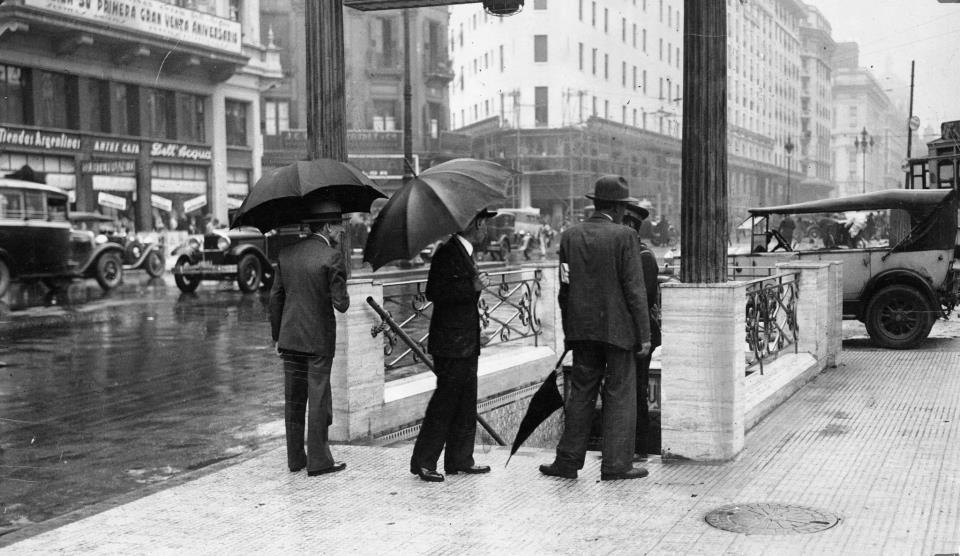
Ingresso della stazione di Diagonal Norte nel 1936.

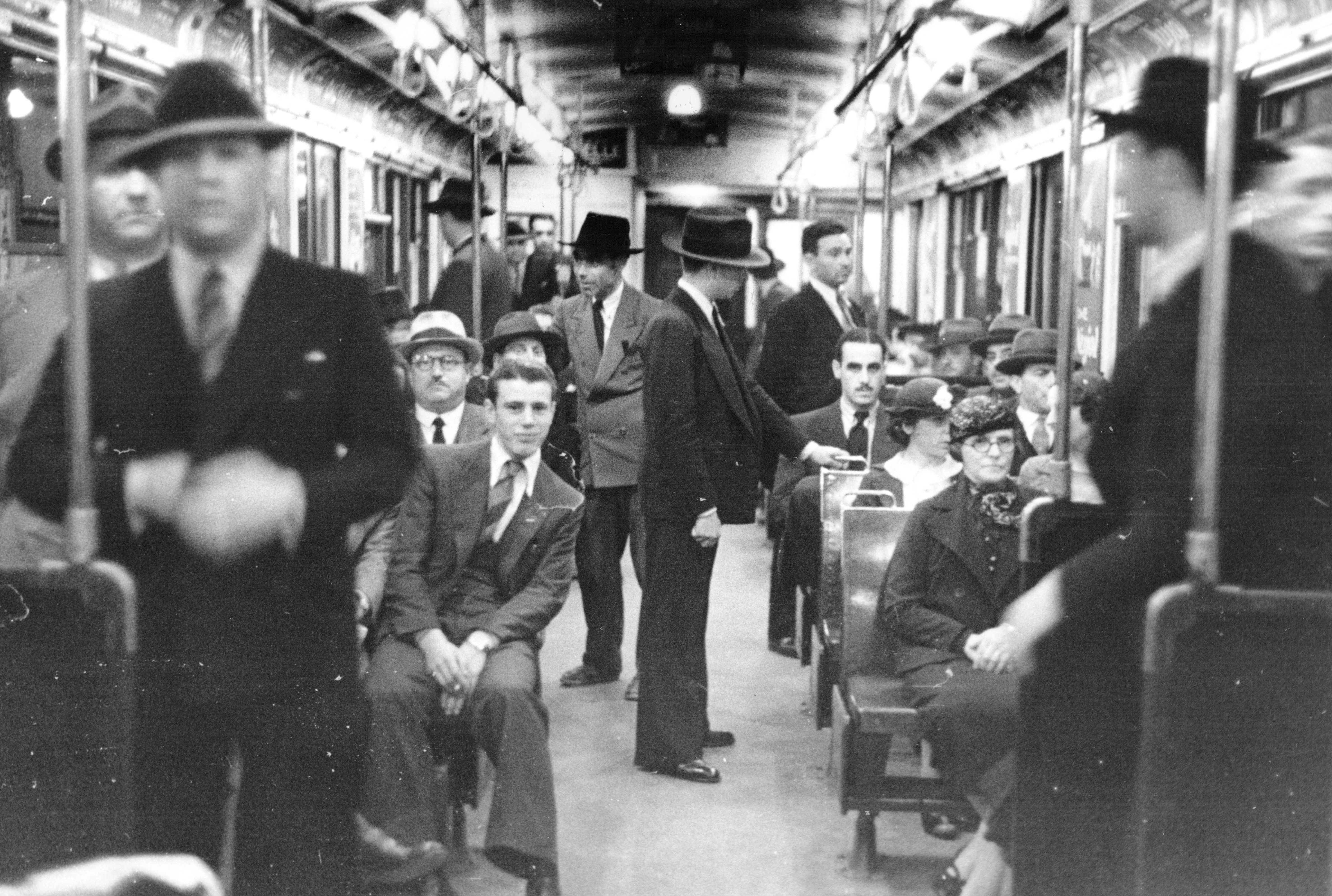
Interno di una vettura della linea B nel 1938.

Già dalla fine del XIX secolo si iniziò a discutere sulla necessità di costruire un sistema di trasporto sotterraneo. Le prime proposte risalgono al 1886, quando si cominciò a parlare di un "tram sotterraneo" tra la Stazione Centrale del Ferrocarril e Plaza Once. Nel 1889 Ricardo Norton sollecitò la costruzione di due linee metropolitane, la prima che collegasse la Estación Central, Plaza Lorea, e Plaza Once, la seconda che unisse Plaza Constitución e Avenida de Mayo.

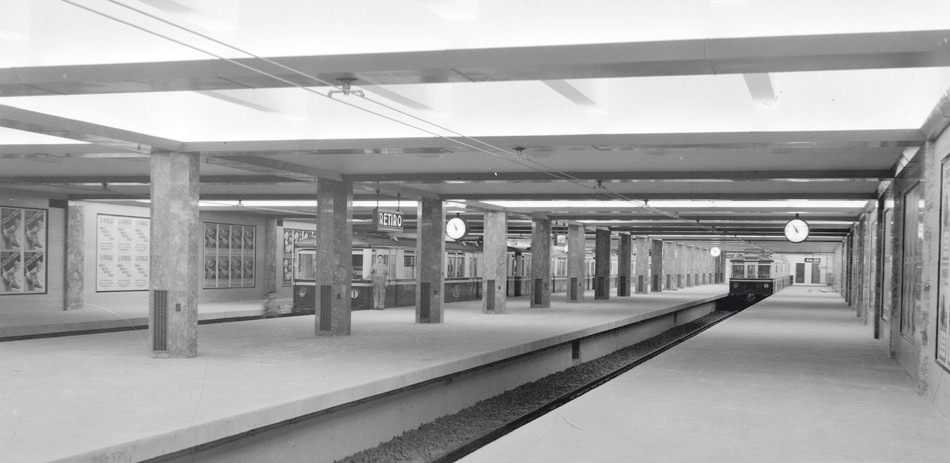
Vista della stazione Retiro, sulla Linea C, durante l'amministrazione della CTCBA

Queste discussioni continuarono fino all'inizio del XX secolo, quando nel 1909 il sindaco Güiraldes decise di stipulare un contratto con la Compañía de Tranvías Anglo-Argentina (CTAA) per la costruzione e l'ampliamento per 80 anni di tre linee metro:
- Plaza de Mayo - Primera Junta (l'attuale Linea A)
- Constitución - Retiro (l'attuale Linea C)
- Plaza de Mayo - Palermo (parte dell'attuale Linea D)

Ma fu completata solamente la prima linea.

### Lo sviluppo della rete
La prima linea della metropolitana fu infine inaugurata il 1º dicembre 1913, costruita dalla Compañía de Tranvías Anglo-Argentina che aveva ricevuto la concessione nel 1909. Collegava Plaza de Mayo a Plaza Miserere. Il 1º aprile 1914 la linea venne estesa fino alla stazione di Rio de Janeiro e il 1º luglio prolungata fino alla stazione di Primera Junta.

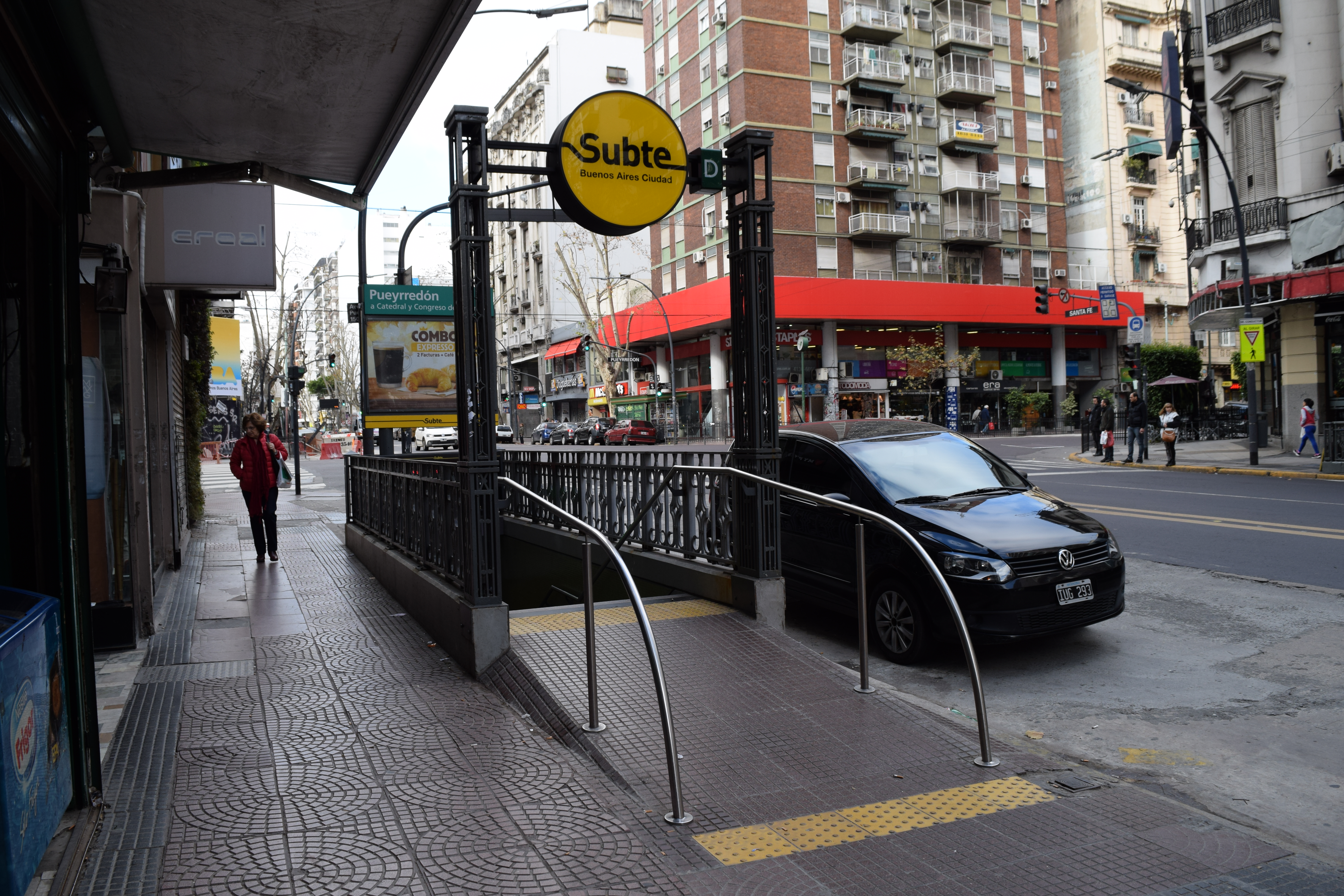
La segnaletica della metropolitana in uno degli accessi principali della stazione Pueyrredón sulla linea D.

Nel 1912 la società Lacroze Hermanos vinse una concessione per costruire un'altra linea della metropolitana. Questa linea, attuale linea B, fu inaugurata il 17 ottobre 1930. Nel 1933 la Compañía Hispano–Argentina de Obras Públicas y Finanzas (CHADOPYF) iniziò la costruzione delle altre linee.
Nel febbraio 1939 nacque la Corporación de Transportes de la Ciudad de Buenos Aires (CTCBA), composta da capitali privati e statali, che riuniva sotto il proprio controllo metropolitana, tram, treni, autobus e pullman. Per i debiti significativi accumulati, nel 1948 l'ente venne liquidato e sostituito dall'Administración General de Transportes de Buenos Aires (AGTBA), che dipendeva direttamente dal Ministero dei Trasporti argentino. La AGTBA iniziò a cedere tutti i sistemi di trasporto ad eccezione della metropolitana. Nel 1963 la società fu liquidata e sostituita da un'altra azienda pubblica, Subterráneos de Buenos Aires, che nel 1977 ottenne piena autonomia diventando così una società statale, dato che il pacchetto azionario fu trasferito al Comune della Città di Buenos Aires.

### La concessione del servizio
La legge 23.696 del 18 agosto 1989 definì il quadro normativo per la privatizzazione delle imprese statali a livello nazionale. Inoltre il governo tramite l'articolo 13 del decreto 2074/90, sottoscritto in data 3 ottobre 1990, cedette lo sfruttamento dei servizi forniti dal Subterráneos de Buenos Aires. Il decreto, firmato dal presidente Carlos Saúl Menem, cedette le linee della metropolitana e tranviaria per un periodo di vent'anni.
La gara d'appalto si svolse nel seguente modo: ogni concorrente doveva presentare tre buste:
- nella prima (1) doveva includere lo sfondo della società;
- la seconda (2-A) doveva contenere il piano industriale e il ruolo dell'operatore estero per l'organizzazione;
- la terza (2-B) le diverse offerte

Il 5 giugno 1992 fu chiusa la gara di appalto, anche se in origine il termine era fissato per il 26 maggio. I partecipanti furono le seguenti aziende o società di persone: Benito Roggio y otros, Ferrometro Argentino, Metrobaires, Pardo, Rabello y otros e Traimet.
Il 24 gennaio 1992 fu creata la Comisión de Trabajo para la Privatización (CNP), che aveva lo scopo di studiare le proposte e di scegliere il vincitore della gara. Una volta chiusa la gara d'appalto, la CNP escluse l'azienda Traimet. Dopo aver studiato le proposte, la CNP dichiarò vincitori Benito Roggio e hijos S.A., Cometrans S.A., Burlington Northern RR. Co., Morrison Knudsen Corporation Inc. e S.K.F. SACCIFA., che costituirono la società Metrovías S.A.

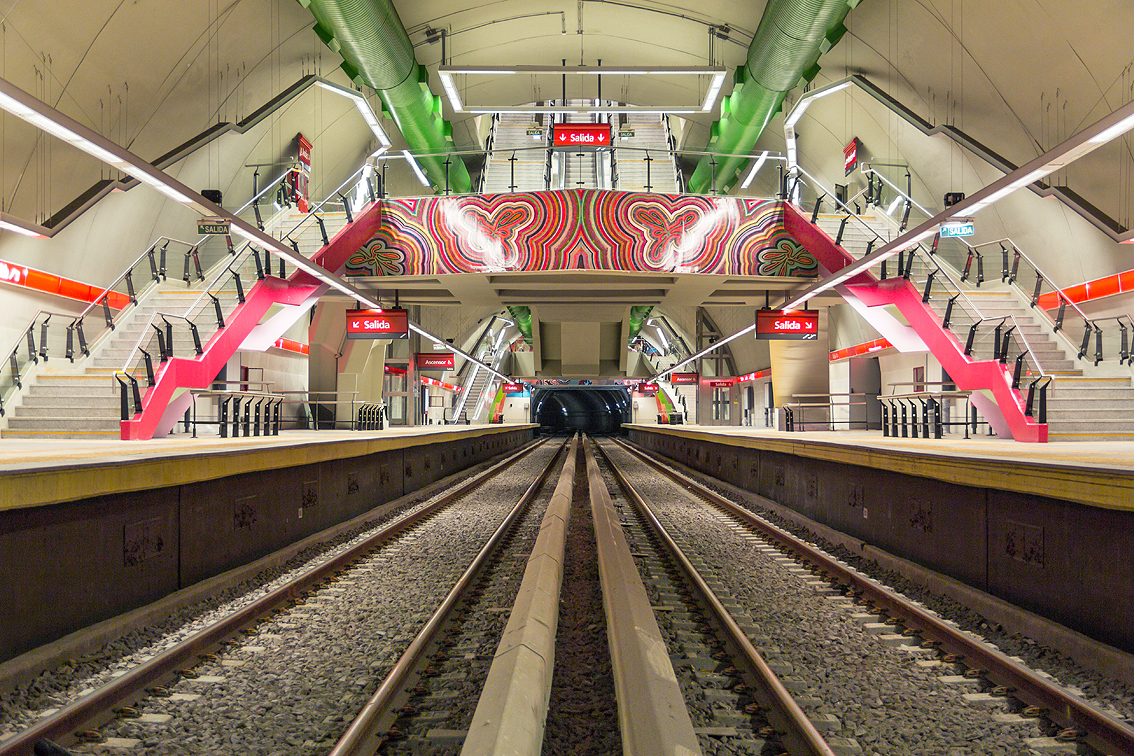
La stazione di Echeverría, una delle ultime ad essere realizzate.

L'effettivo trasferimento ebbe luogo il 1º gennaio del 1994, quando la società ha assunto la gestione del servizio. La concessione prevede la possibilità di un aumento delle tasse per fini di miglioramento del servizio o cause d'inflazione, ma non include l'estensione delle linee, la pianificazione e la realizzazione, che rimangono di competenza della città di Buenos Aires. Nel 1999 la concessione è stata prorogata fino al 31 dicembre 2017.

### Recenti sviluppi
A partire dal 2010 molteplici sono stati gli interventi per migliorare il servizio del metrò argentino, in primis va ricordata la chiusura della linea A per lavori di ristrutturazione e ammodernamento. La chiusura venne annunciata nel dicembre del 2012 da parte del sindaco, con l'obiettivo di ristrutturare l'intera linea e sostituire i vecchi treni con quelli nuovi. La linea A rimase chiusa tra l'8 gennaio e il 6 marzo 2013.
Inoltre tra il 2010 e il 2013 sono state aperte nove nuove stazioni su tre differenti linee: sulla linea A, sulla linea B e sulla linea H.

### Cronologia
| Data              | Tratta - Stazione                                | Linea |
| ----------------- | ------------------------------------------------ | ----- |
| 1º luglio 1913    | Plaza de Mayo - Plaza Miserere                   |       |
| 1º aprile 1914    | Plaza Miserere - Río de Janeiro                  |       |
| 14 luglio 1914    | Río de Janeiro - Primera Junta                   |       |
| 17 ottobre 1930   | Callao - Federico Lacroze                        |       |
| 22 luglio 1931    | Callao - Leandro N. Alem                         |       |
| 9 novembre 1934   | Diagonal Norte - Costitución                     |       |
| 6 febbraio 1936   | Diagonal Norte - Retiro                          |       |
| 3 giugno 1937     | Catedral - Tribunales                            |       |
| 23 febbraio 1940  | Tribunales - Palermo                             |       |
| 20 giugno 1944    | Constitución - General Urquiza                   |       |
| 24 aprile 1966    | General Urquiza - Boedo San José - Bolívar       |       |
| 24 aprile 1966    | Boedo - Avenida La Plata                         |       |
| 23 giugno 1973    | Avenida La Plata - José María Moreno             |       |
| 31 ottobre 1985   | José María Moreno - Varela                       |       |
| 8 maggio 1986     | Varela - Plaza de los Virreyes                   |       |
| 27 agosto 1986    | Intendente Saguier - Centro Cívico/General Savio |       |
| 29 dicembre 1987  | Palermo - Ministro Carranza                      |       |
| 13 novembre 1997  | Ministro Carranza - José Hernández               |       |
| 21 giugno 1999    | José Hernández - Juramento                       |       |
| 27 aprile 2000    | Juramento - Congreso de Tucumán                  |       |
| 13 marzo 2000     | Nuestra Señora de Fátima                         |       |
| 9 agosto 2003     | Federico Lacroze - Los Incas/Parque Chas         |       |
| 7 novembre 2006   | Pola                                             |       |
| 18 ottobre 2007   | Once - Caseros                                   |       |
| 23 dicembre 2008  | Primera Junta - Carabobo                         |       |
| 6 dicembre 2010   | Once - Corrientes                                |       |
| 4 ottobre 2011    | Caseros - Parque Patricios                       |       |
| 27 maggio 2013    | Parque Patricios - Hospitales                    |       |
| 26 luglio 2013    | Los Incas/Parque Chas - Juan Manuel de Rosas     |       |
| 27 settembre 2013 | Carabobo - San Pedrito                           |       |
| 18 dicembre 2015  | Córdoba - Las Heras                              |       |
| 17 maggio 2018    | Las Heras - Facultad de Derecho                  |       |
| 3 giugno 2019     | Bolívar - Retiro                                 |       |

### Espansione della rete nel tempo

La rete della metropolitana nel 1955
La rete nel 1966 con l'estensione della Linea E
La metropolitana di Buenos Aires nel 1987
La rete metro tra il 2003 e il 2007
La metro nel 2008 con la prima tratta della Linea H
La metropolitana di Buenos Aires con le estensioni costruite fino al 2011
La rete al settembre 2015

## Titoli di viaggio

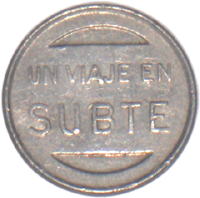
Vecchio gettone del Subte

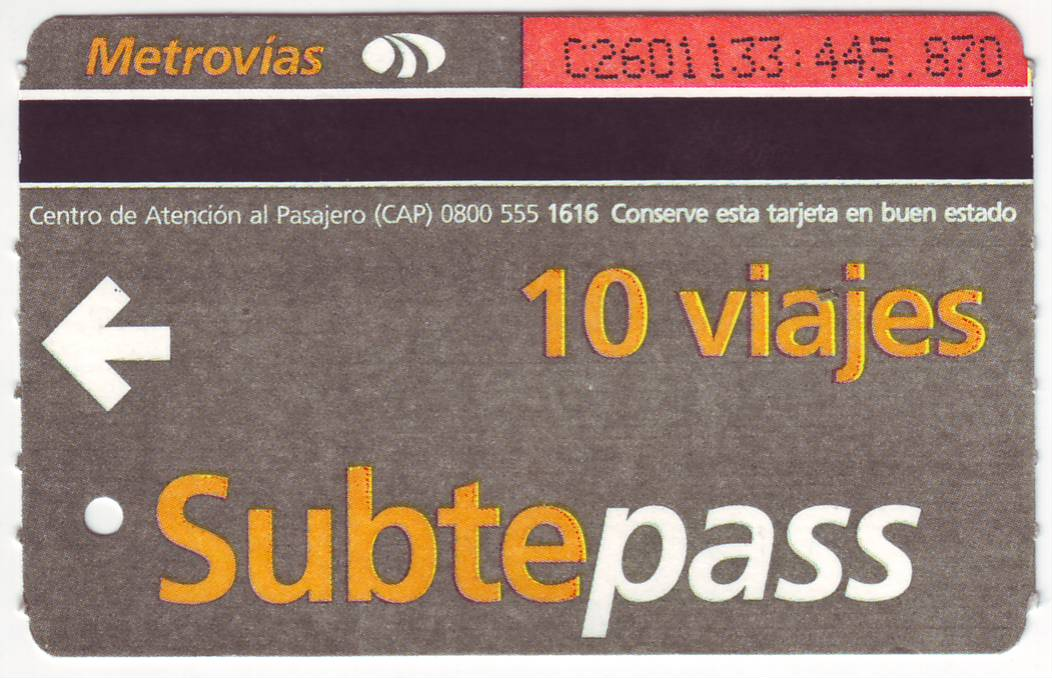
Un biglietto Subtepass da 10 viaggi

Il primo sistema di biglietteria utilizzato nella metropolitana di Buenos Aires (Argentina) è stato attuato nel 1913 con l'apertura della linea A e consisteva in un biglietto simile a quello utilizzato per i tram. I biglietti venivano controllati all'ingresso e dovevano essere restituiti all'uscita. Con l'apertura della linea B, nel 1930, i tornelli hanno iniziato a fare la loro comparsa.
Questo sistema è stato successivamente sostituito con quello a gettoni, istituito il 4 gennaio 1962. Il sistema dei gettoni è rimasto in vigore fino al 16 settembre 2000, quando sono state introdotte le carte magnetiche Subtepass e le carte contactless Subtecard. Quest'ultimo sistema ha comportato il cambiamento di tutti i vecchi tornelli. Gli attuali tornelli ricordano quelli vecchi, ma al loro interno vi è un sistema totalmente digitalizzato.

## Le linee

### Linea A

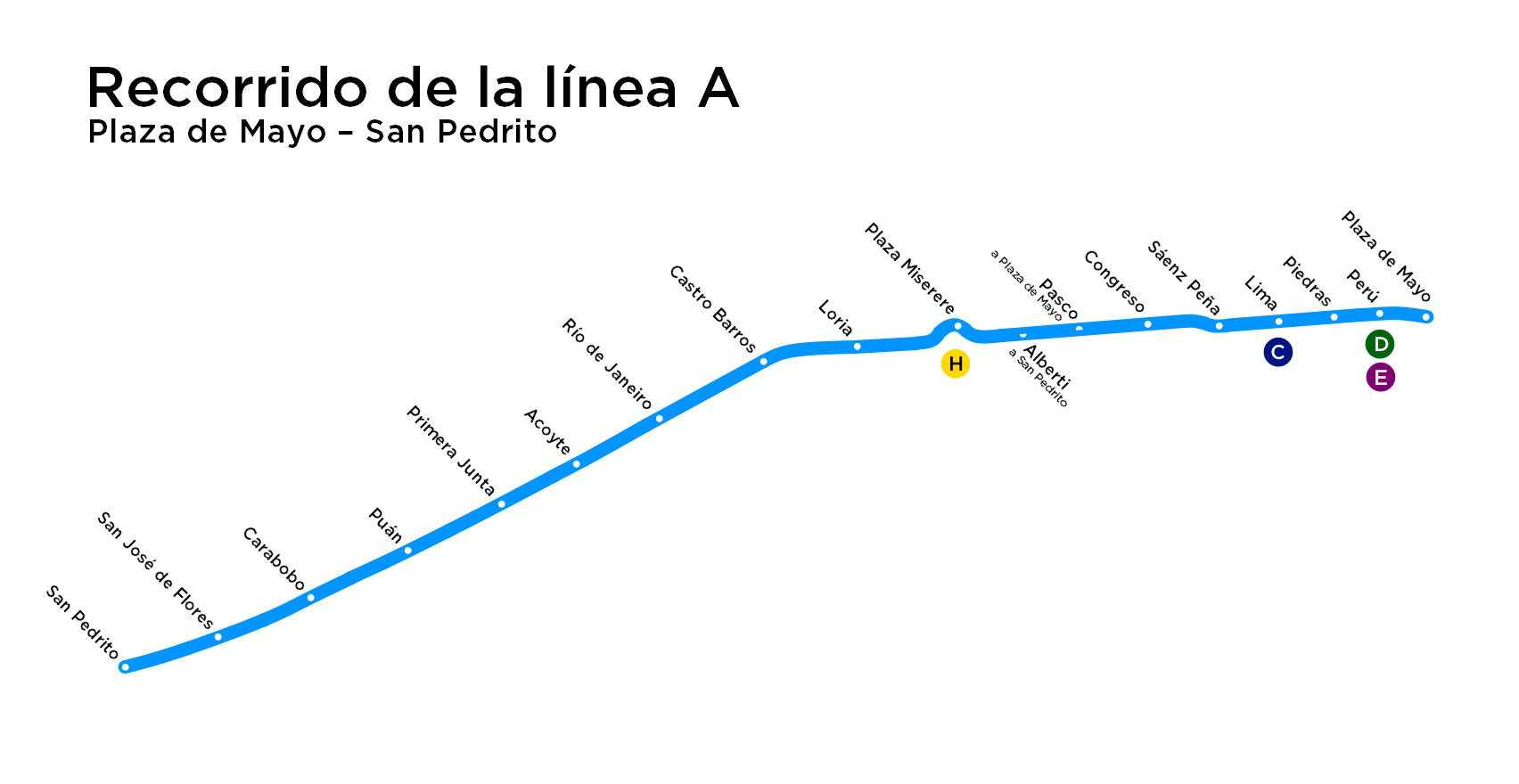
Mappa della linea A.

La linea A della metropolitana di Buenos Aires venne aperta al pubblico il 1º dicembre 1913, diventando la prima metropolitana nell'America Latina, del Sud del mondo e di tutti i paesi di lingua spagnola. Si estende per 10,7 km da Plaza de Mayo a Carabobo e corre sotto tutta l'Avenida de Mayo e parte dell'Avenida Rivadavia.
Le discussioni sulla necessità di costruire un sistema di trasporto sotterraneo risalgono alla fine del XIX secolo. Le prime proposte risalgono al 1886 quando si iniziò a parlare di un "tram sotterraneo" tra la Estación Central del Ferrocarril e Plaza Once. Buenos Aires aveva visto un aumento esponenziale della popolazione passando da 895.381 abitanti nel 1903 a 1.457.885 nel 1913.
Fu in questo contesto che i lavori della prima linea metro della città iniziarono. I cantieri vennero aperti nel settembre del 1911. Nel 1993 venne aperta la prima tratta che collegava Plaza de Mayo a Plaza Miserere. Il 1º aprile 1914 la linea fu estesa fino alla stazione di Rio de Janeiro e il 1º luglio prolungata fino alla stazione di Primera Junta. Un'ulteriore estensione fu realizzata nel 2008 fino a Carabobo, attuale capolinea.
Il 27 settembre 2013 sono state aperte due nuove stazioni: San José de Flores e San Pedrito, spostando così il capolinea da Carabobo a San Pedrito.

### Linea B

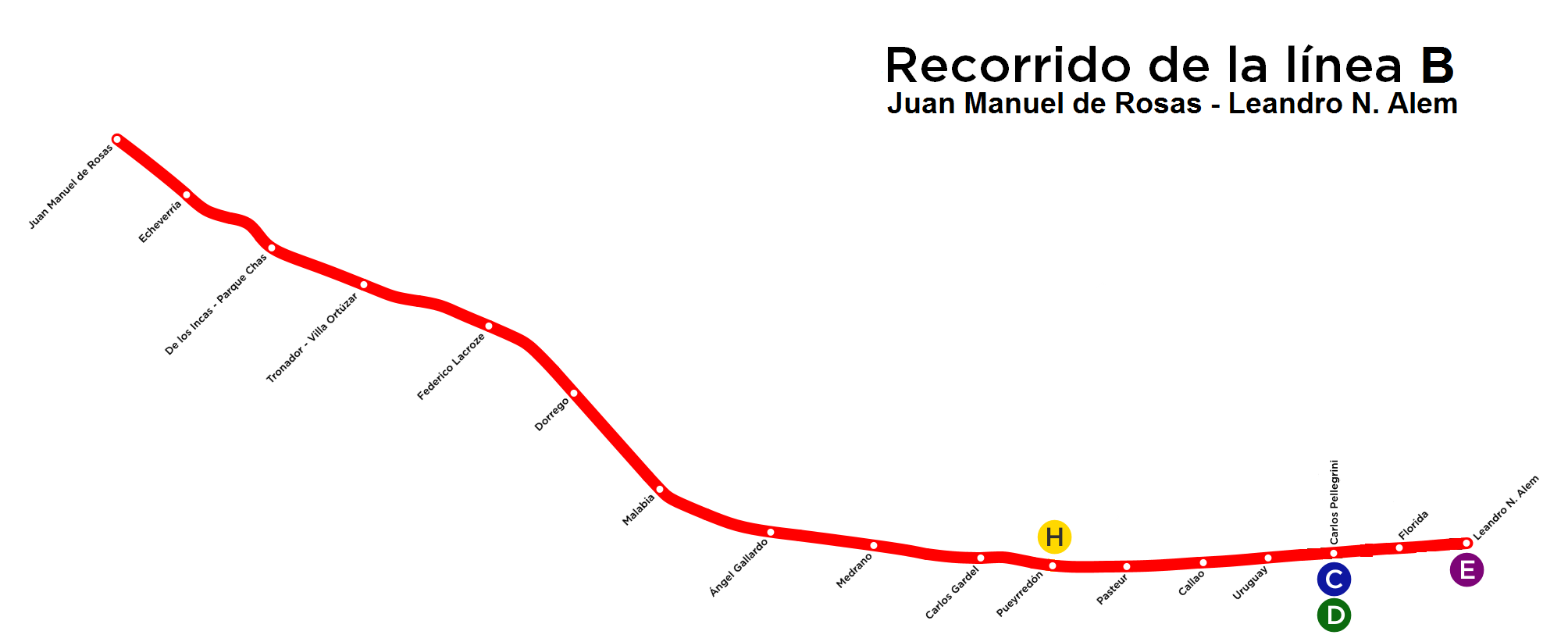
Mappa della linea B.

La linea B della metropolitana di Buenos Aires, venne aperta al pubblico il 17 dicembre 1930. Si estende su 10,1 km tra Leandro N. Alem e Los Incas, stazione quest'ultima che venne inaugurata il 9 agosto 2003.
Negli ultimi anni, la linea si è guadagnata il titolo di "linea più utilizzata di Buenos Aires". Inoltre è stata la prima linea dotata presso le sue stazioni di tornelli in entrata e uscita e di scale mobili.
Durante gli scavi della stazione Leandro N. Alem, furono ritrovati i resti di un elefante americano risalente all'era del Quaternario. I resti furono inviati al Museo de Ciencias Naturales de La Plata. Molti anni dopo durante la costruzione del prolungamento in direzione de Los Incas venne ritrovato un fossile di Glyptodon, che attualmente è in mostra presso la stazione Tronador.

### Linea C
La linea C della metropolitana di Buenos Aires, venne aperta al pubblico il 9 novembre 1934, si estende su 4,5 km tra le stazioni di Retiro e di Constitución. Corre sotto le strade Lima Sur, Bernardo de Irigoyen, Carlos Pellegrini, Esmeralda, Plaza San Martín e Avenida Ramos Mejía, successivamente arriverà fino alla stazione di Retiro.
È stata la terza linea metropolitana ad essere aperta dopo le linee A e B.

### Linea D
La linea D della metropolitana di Buenos Aires, venne aperta al pubblico il 3 giugno 1937, si estende per 12 km tra le stazioni di Catedral e di Congreso de Tucumán. È composta di 16 stazioni e identificata dal colore verde. Negli anni novanta la linea è stata prolungata più volte, fino a raggiungere l'attuale capolinea.

### Linea E
La linea E della metropolitana di Buenos Aires, corre da Plaza de Mayo, passando attraverso il quartiere Microcentro porteño, fino al quartiere Flores, dove vi è l'interscambio con la Linea E2, chiamata anche Premetro o linea P. Venne aperta al pubblico il 20 giugno 1944.
Si estende su 9,6 km, con un totale di 15 stazioni e trasporta quotidianamente più di 104.000 persone.

### Linea H
La linea H della metropolitana di Buenos Aires, è stata aperta il 18 ottobre 2007 e si estende tra le stazioni di Facultad de Derecho - Hospitales. È la prima linea completamente nuova ad essere stata costruita dopo l'attivazione della linea E, alla fine degli anni quaranta. Secondo le proiezioni, la linea dovrebbe avere una lunghezza totale di circa 11 km e si estenderebbe tra le stazioni di Sáenz e Retiro.

### Linea P
Il Premetro (ufficialmente linea E2, anche detta linea P) è il nome con cui viene chiamata una linea di metropolitana leggera nella città di Buenos Aires. È caratterizzato dal colore arancione e si estende per 7,4 km. Ha tre capolinea, avendo due rami: Intendente Saguier, Estación General Savio e Estación Centro Cívico.
La linea venne inaugurata il 27 agosto 1986. È parte integrante del sistema metropolitano di Buenos Aires e dal 1994 il servizio viene effettuato da Metrovías insieme con le linee metro.

## Nomi delle stazioni
Durante la storia della metropolitana di Buenos Aires ad alcune stazioni vennero cambiati i nomi:
- all'Avenida Canning, chiamata così dal 1893 in onore del politico inglese George Canning, venne modificato il nome il 31 maggio 1974 con quello del nazionalista Raúl Scalabrini Ortiz. Nel 1976 la dittatura militare decise di riutilizzare il vecchio nome, ma nel 1985 venne ripristinato quello di Scalabrini Ortiz. Stesso destino è toccato anche alla stazione che originariamente si chiamava Canning;
- alla vecchia stazione Agüero della linea B venne cambiato il nome in Carlos Gardel, considerato che nella vicinanze si trovava la casa del famoso cantante;
- nel 2006 si aprì un dibattito riguardo al nome della stazione Malabia, nome di un diplomatico boliviano. I residenti del barrio di Villa Crespo volevano che il nome della stazione fosse Osvaldo Pugliese. La richiesta non venne accettata in quanto il nome della stazione non avrebbe avuto nessun collegamento con nomi di strade o punti d'interesse nelle vicinanze. Nel 2009, tuttavia, il nome della stazione fu modificato in Malabia-Osvaldo Pugliese.

## Progetti

### Estensioni
| Linea | Percorso           | Inaugurazione | Lunghezza | Stazioni | Stato            |
| ----- | ------------------ | ------------- | --------- | -------- | ---------------- |
|       | Hospitales - Sáenz | ?             | 0,8 km    | 1        | in progettazione |

Per quanto riguarda la Linea H è prevista l'apertura sei stazioni entro il 2017, che avverrà con tempistiche diverse. Inoltre sono in fase di progettazione i prolungamenti di entrambi i capolinea. Infine, sono attualmente in costruzione tre stazioni sulla Linea E che apriranno entro il 2016, anch'esse, con tempistiche diverse.

### Nuove linee
| Linea | Percorso                        | Inaugurazione | Lunghezza | Stazioni | Stato            |
| ----- | ------------------------------- | ------------- | --------- | -------- | ---------------- |
|       | Constitución - Plaza Italia     | ?             | 8,6 km    | 13       | in progettazione |
|       | Retiro - Cid Campeador          | ?             | 7,3 km    | 11       | sospesa          |
|       | Plaza Italia - Parque Chacabuco | —             | 6,6 km    | 10       | cancellata       |

Il futuro della metropolitana di Buenos Aires

Nel piano a lungo termine della metropolitana di Buenos Aires erano previste tre linee di metro che si sarebbero aggiunte a quelle già esistenti: la linea F, la linea G e la linea I. Al 2018, l'unica linea di cui si hanno notizie è la linea F, i cui lavori dovrebbero partire nel 2020; la realizzazione della linea G è stata rinviata a tempo indeterminato e la realizzazione della linea I è stata cancellata definitivamente.

#### Linea F
La Linea F è una linea in fase di progettazione della metropolitana di Buenos Aires. Secondo i progetti, dovrebbe avere una lunghezza di 8,6 km. Il suo percorso dovrebbe avere uno scambio con tutte le linee metro esistenti e future. Nel 2017 è stato annunciato che i lavori per la costruzione della linea sarebbero iniziati nel 2020.

#### Linea G

Il logo previsto per la linea

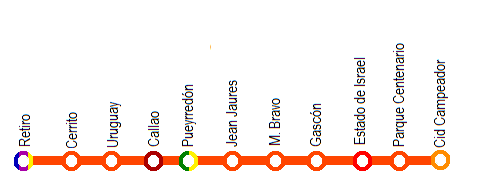
Lo schema della linea

La linea G è una linea pianificata della metropolitana di Buenos Aires che avrebbe come capolinea Retiro e Caballito. La sua costruzione era stata prevista per il 2011, ma a causa di problemi finanziari, è stata rinviata a tempo indeterminato.
La linea G, caratterizzata dal colore rosa, sarebbe stata composta dalle seguenti stazioni (inclusi gli interscambi con le linee pianificate e non realizzate):

#### Linea I

Il logo previsto per la linea

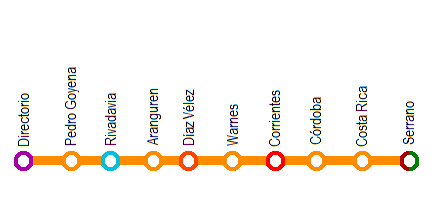
Schema della linea

La linea I della linea metropolitana di Buenos Aires era una linea pianificata che avrebbe avuto un'estensione iniziale di 6,6 km. Nel 2013, Subterráneos de Buenos Aires, la società proprietaria della rete della metropolitana, ha dichiarato che la linea potrebbe non essere costruita considerata la bassa affluenza che avrà, valutandone la sostituzione con un sistema di Bus Rapid Transit.
La linea I, caratterizzata dal colore arancione, sarebbe stata composta dalle seguenti stazioni (inclusi gli interscambi con le linee pianificate e non realizzate):

## Cultura

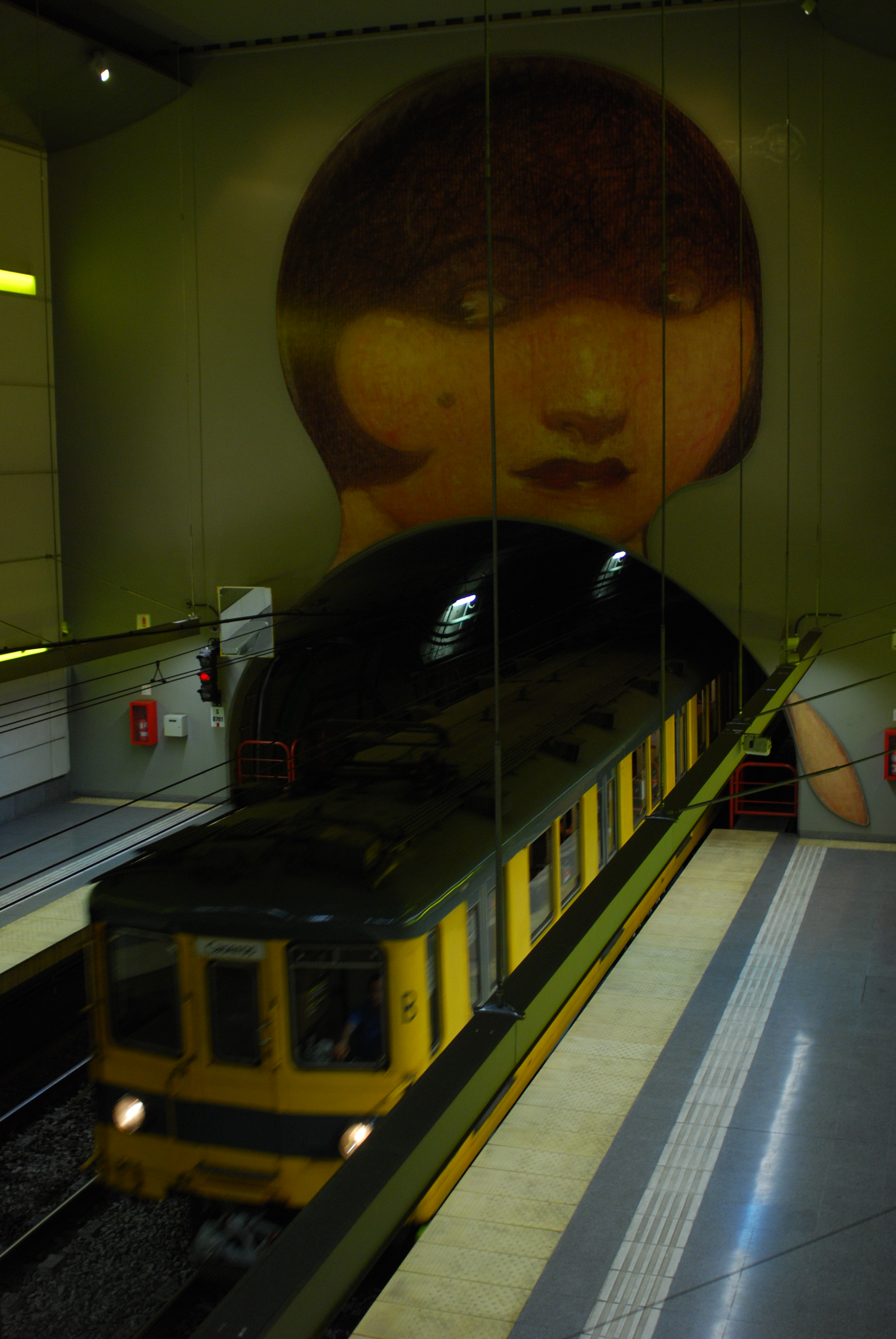
Murales nella stazione Venezuela della línea H

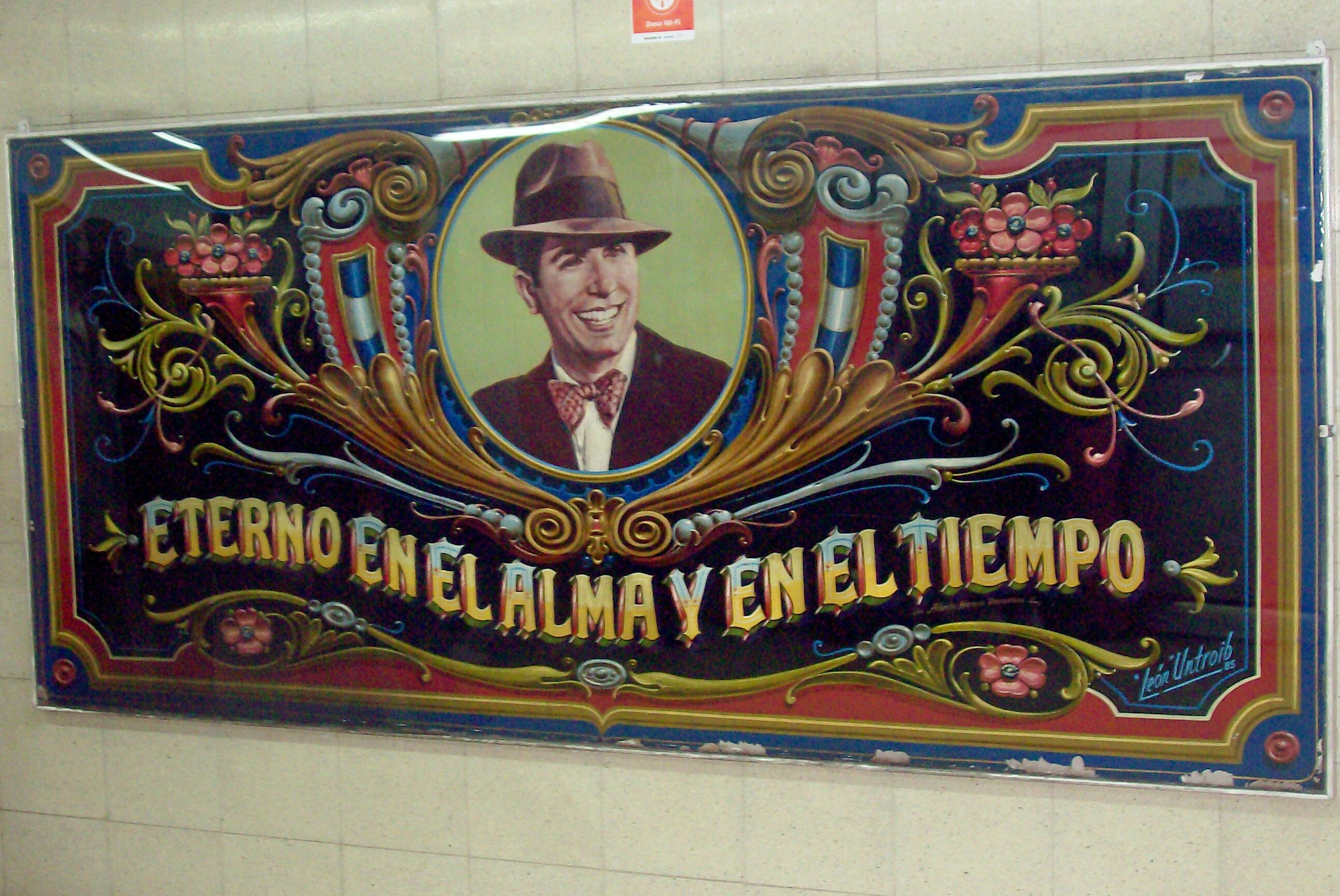
Murales presso la stazione di Carlos Gardel

Fin dall'inizio vi è un particolare legame tra la cultura e la metropolitana di Buenos Aires. Vi si possono trovare riproduzioni, installazioni, sculture di molti artisti di spicco tra cui Quino, Molina Campos, Raul Soldi, Rodolfo Medina e Jorge Schwarz.

### Decorazioni e murales
La metropolitana di Buenos Aires è stata storicamente caratterizzata dalla presenza di affreschi e altre opere d'arte nelle sue stazioni, considerati parte del patrimonio culturale della città di Buenos Aires e molti di essi dichiarati patrimonio storico nazionale. Le stazioni della linea A sono state decorate con fregi durante la sua costruzione e la stessa iniziativa è stata presa durante la costruzione della linea B. La maggior parte delle stazioni della linee C, D ed E sono state decorate con pitture murali o con maioliche. Durante i lavori di prolungamento della rete si è mantenuta questa tradizione.

#### Linea A
Le 14 stazioni originali della linea A della metropolitana, aperta tra il 1913 e il 1914, hanno le pareti coperte da piastrelle bianche e sono decorate con fregi di diversi colori, installati per facilitare il riconoscimento delle stazioni da parte dei passeggeri analfabeti.
Negli anni ottanta la stazione Perú è stata totalmente ristrutturata per darle un aspetto simile a quello che aveva nei primi anni di apertura. Nel 2007 in concomitanza con l'intera chiusura della linea, la stazione venne nuovamente ristrutturata: venne conservata la segnaletica originale e vennero posizionate installazioni più moderne

#### Linea B
Le stazioni originali della linea B, aperte tra il 1930 e il 1931, erano ricoperte di maioliche e piastrelle smaltate con impresso il nome della stazione. Nel corso di una serie di ristrutturazioni avvenute negli anni novanta, queste maioliche sono state ricoperte interamente con pannelli grigi, eccezion fatta per quelle che indicavano i nomi delle stazioni. Le uniche eccezioni sono state le stazioni di Callao e Carlos Gardel. Nessuna delle stazioni originali aveva murales, ma successivamente sono stati installate opere di età e provenienza diversa. Dal 1991 nella maggior parte delle stazioni sono stati inseriti murales a tema diverso realizzati da artisti diversi.
Nella stazione Leandro N. Alem non vi sono decorazioni al di là delle pareti coperte. Nella stazione Florida c'è un murale di Mariano Imposti Indart del 1998 sulla historieta argentina Patoruzú, mentre nella stazione Uruguay ci sono altri tre murales sullo stesso tema: uno di Francisco Solano López e Alberto Breccia del 1991 che ricorda il fumetto L'Eternauta, il secondo è stato realizzato da Roberto Fontanarrosa risalente al 1998 sul personaggio Inodoro Pereyra e il terzo del 1991 di Cristóbal Reynoso. Nella stessa stazione vi è un altro murale dipinto nel 1984 da studenti delle scuole elementari. Presso la stazione Carlos Pellegrini non vi è alcuna decorazione. Nella stazione Callao ci sono due murales senza titolo che risalgono al 1991, uno di Daniel Kaplan e un altro di Ettore Meana. Nella stazione Pasteur non vi sono murales. A Pueyrredón c'è un murale realizzato da Giovanni Doffo nel 1991, Los elementos. Nella stazione successiva, Carlos Gardel, sono presenti cinque murales: il primo realizzato da Andres Compagnucci dedicato al famoso cantante di tango Carlos Gardel, il secondo è realizzato sempre da Compagnucci che riproduce la facciata del Mercado de Abasto de Buenos Aires entrambi realizzati nel 2000. Nella hall della stazione ci sono due murales del 1998 di Carlos Páez Vilaró e uno fatto da León Untroib del 2000. Infine vi è un murale che risale al 1984.
Nella stazione Medrano c'è un murale del 1984 e un altro senza titolo realizzato del 1991 di Ricardo Roux; sempre nello stesso anno venne realizzato un murale di Juan Pablo Renzi e Arturo Holzer dal titolo Durante la criminal guerra del Golfo. Presso la stazione Ángel Gallardo ci sono due murales del 1991: Flores de mi país di Margarita Paksa e uno senza titolo di Marcia Schvartz. A Malabia c'è un murale non presente del database ufficiale dei murales. Nella stazione Dorrego ce ne sono quattro: uno dal titolo A 3 niñas argentinas inmoladas, Jimena Hernández, Nair Mostafá y María Soledad Morales di Mildred Burton, gli altri tre sono stati realizzati da Scafidi, Cáceres e Cambré. Invece nella stazione Federico Lacroze c'è il murale El desatino di Gustavo Grünig, del 1991, e uno del 2000 senza titolo di Emma Gargiulo.
Nella stazione Tronador, inaugurata nel 2003, ci sono 18 vetrate con immagini storiche del barrio di Villa Ortúzar realizzati da Roberto José Soler. Los Incas è decorata con motivi precolombiani e 16 murales di ceramica con motivi che evocano le culture indigene delle americhe realizzati da Damián Dillon e María Eggerslan.

#### Linea C
La Linea C viene chiamata anche la linea degli spagnoli, in quanto all'interno delle stazioni Lavalle, Diagonal Norte, Avenida de Mayo, Moreno, Independencia e San Juan vi sono murales e maioliche con diversi paesaggi che richiamano la Spagna. Le stazioni di Retiro, Costitución e General San Martin sono decorate con pitture murali più recenti ed eterogenee.

#### Linea D

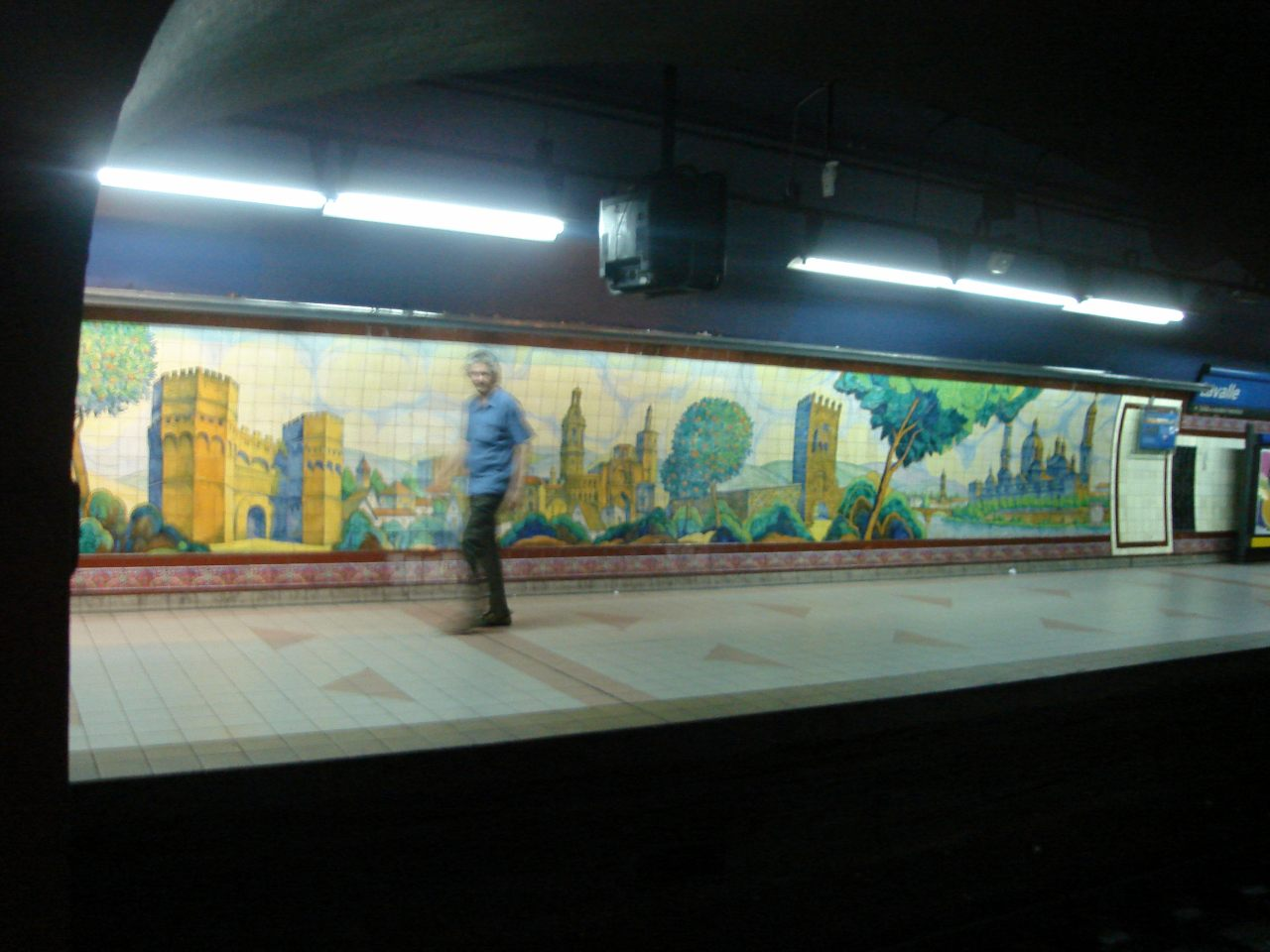
Maioliche alla stazione Lavalle.

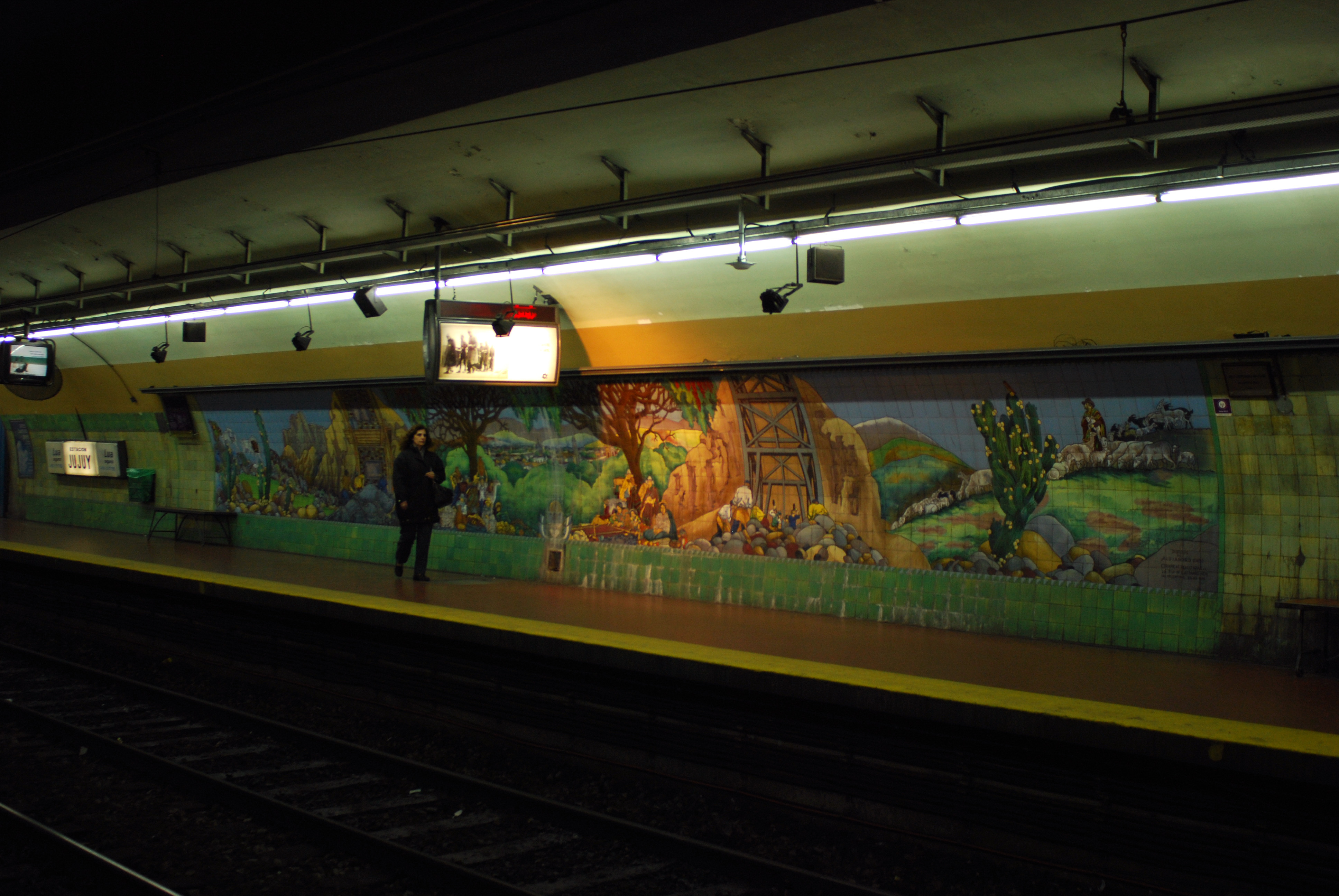
Maioliche della stazione Jujuy.

Le stazioni più antiche hanno due murales in ogni stazione, su entrambe le piattaforme: molte di questi sono scene relative agli stessi paesaggi e luoghi messe a confronti. Se un murale mostra la scena durante il 1830, l'altro mostra lo stesso luogo un secolo dopo. Le stazioni più recenti non rispettano lo stile di decorazione originale o il tema dei suoi murales, ma ne adottano uno proprio. La stazione di Jose Hernandez è decorata con pitture murali in omaggio al pittore Raul Soldi. Alla stazione Juramento si possono trovare, tra gli altri elementi decorativi, un murale dell'incrociatore ARA General Belgrano e un altro rappresentativo della guerra della triplice alleanza. Presso la stazione Congreso de Tucumán, uno degli attuali capolinea, ci sono murales che rendono omaggio agli eroi della patria.

#### Linea E
Nella stazione Entre Rios si possono vedere murales sull'avanzata verso la Patagonia. Alla stazione di Pichincha i murales mostrano paesaggi dell'Ecuador. Alla stazione Jujuy i murales raffigurano le attività economiche e la storia dell'omonima provincia. Nella stazione General Urquiza è possibile vedere scene della battaglia di Caseros e l'entrata trionfale delle truppe delle Province Unite a Buenos Aires il 19 febbraio 1852. Presso la stazione Belgrano, è possibile vedere un austero murale con i colori della bandiera argentina. Alla stazione Boedo c'è un murale d'arte moderna che mostra l'epoca coloniale e uno con una scena di bambini che giocano. All'ingresso della stazione José María Moreno vi è un murale in onore del periodo politico del XIX secolo e presso la stazione Medalla Milagrosa vi è una scena notturna in cui la metropolitana avanza nel quartiere.
Nelle stazione tra Emilio Mitre e Plaza de los Virreyes vi sono decorazioni più austere, ma vi è la totale mancanza di murales.

#### Linea H
Questa linea aperta nell'ottobre del 2007 è caratterizzata da murales dedicati ad artisti di tango in tutte le sue stazioni.

## Filmografia
La metropolitana di Buenos Aires è apparsa nella fiction fantascientifica Moebius diretta da Gustavo Mosquera.

## Tecnologia

### SubTV
Le stazioni della metropolitana di Buenos Aires hanno una rete televisiva chiamata SubTV, utilizzata principalmente per la trasmissione di pubblicità ai passeggeri in attesa del treno ma trasmette anche news, frammenti di video musicali e microprogrammi d'interesse generale. All'estremità inferiore del display fornisce ulteriori informazioni sullo stato del servizio.

### Accesso a internet
Dall'aprile 2007 è stata abilitata la rete Wi-Fi per la navigazione ad internet in tutte le stazioni della rete metropolitana.

### Segnaletica sullo stato della rete
A metà del 2006 presso le entrate delle stazioni della metropolitana sono apparsi dei monitor elettronici che riportavano lo stato della rete: la lettera verde indica che la linea è in buone condizioni, la lettera lampeggiante verde indica ritardi o servizio ridotto della linea e lo sfondo rosso indica che la linea è interrotta. Le prime stazioni a possedere questo sistema furono Plaza Italia sulla linea D e tutte le stazioni della linea C.
Invece sulla linea H questo tipo di segnaletica fa parte dei servizi base presente in tutte le stazioni.

## Stazioni fantasma
Le stazioni Pasco Sur, Alberti Norte e San José Vieja sono tre stazioni fantasma della metropolitana di Buenos Aires: due di queste (Pasco Sur e Alberti Norte) si trovano sulla linea A mentre San José Vieja si trova sulla linea E.
Le stazioni Pasco Sur e Alberti Norte sono state chiuse in quanto distanti una dall'altra soltanto 200 m, con conseguente inefficienza del treno che avrebbe dovuto fermare due volte in pochi metri. Nel 1951 entrambe le stazioni vennero chiuse, con la conseguente costruzione di altre due stazioni, oggi chiamate Pasco e Alberti, molto più distanti delle precedenti.
La stazione San José Vieja è stata chiusa a causa di una modifica del tracciato della linea E.

## Ritrovamenti paleontologici
Durante gli scavi della stazione Leandro N. Alem, furono ritrovati i resti di un elefante americano risalente all'era del Quaternario. I resti furono inviati al Museo de Ciencias Naturales de La Plata. Molti anni dopo durante la costruzione del prolungamento in direzione de Los Incas venne ritrovato un fossile di Glyptodon. Anche durante la costruzione del prolungamento della Linea D vennero ritrovati dei resti di Glyptodon. Tutti i Glyptodon ritrovati sono attualmente esposti presso la stazione Tronador.

## Incidenti
Sulle linee della metropolitana di Buenos Aires vi sono stati diversi incidenti:
- nell'aprile 1953 vi è stato un attentato sulla linea A, in cui vennero coinvolti vari vagoni con 6 morti e oltre 90 feriti;
- nel 1975, uno scontro tra due treni della Linea D porta a quattro persone ferite in modo lieve;
- nel marzo 1985 uno scambio difettoso ha portato al deragliamento di un treno della linea D che è andato a schiantarsi contro un pilastro del tunnel. Il fatto ha provocato 4 morti e 35 feriti;
- nel 1991, 15 persone sono rimaste ferite in seguito a un tamponamento a catena fra treni sulla linea B;
- nell'agosto del 1993, due treni si scontrano nella stazione di Angel Gallardo sulla linea B. 72 persone sono rimaste ferite;
- nel marzo 1995 sulla linea B un treno ha perso il controllo continuando la sua corsa lungo il tunnel fin quando si è schiantato sulla parte posteriore di un altro treno. L'incidente ha provocato 70 feriti;
- pochi mesi dopo lo scontro tra due treni sulla linea B, un nuovo scontro provoca 49 feriti;
- nel 1999 uno scontro fra treni sulla linea D ha causato 18 feriti lievi.